# العلاقات الأرمينية التوفالية
العلاقات الأرمينية التوفالية هي العلاقات الثنائية التي تجمع بين أرمينيا وتوفالو.

## مقارنة بين البلدين
هذه مقارنة عامة ومرجعية للدولتين:
| وجه المقارنة                                              | أرمينيا                    | توفالو                         |
| --------------------------------------------------------- | -------------------------- | ------------------------------ |
| المساحة (كم2)                                             | 29.74 ألف                  | 26                             |
| عدد السكان (نسمة)                                         | 2.93 مليون                 | 11.19 ألف                      |
| الكثافة السكانية (ن./كم²)                                 | 98.52                      | 43.04 ألف                      |
| العاصمة                                                   | يريفان                     | فونافوتي                       |
| اللغة الرسمية                                             | لغة أرمنية                 | اللغة التوفالوية، لغة إنجليزية |
| العملة                                                    | درام أرميني                | دولار توفالو                   |
| الناتج المحلي الإجمالي (بليون دولار)                      | 11.54 مليار                | 39.73 مليون                    |
| الناتج المحلي الإجمالي (تعادل القوة الشرائية) بليون دولار | 25.41 مليار                | 38.93 مليون                    |
| الناتج المحلي الإجمالي الاسمي للفرد دولار أمريكي          | 3.49 ألف                   | 3.29 ألف                       |
| الناتج المحلي الإجمالي للفرد دولار أمريكي                 | 8.07 ألف                   | 3.77 ألف                       |
| مؤشر التنمية البشرية                                      | 0.743                      |                                |
| رمز المكالمات الدولي                                      | +374                       | +688                           |
| رمز الإنترنت                                              | .am، .հայ ‏                 | .tv                            |
| المنطقة الزمنية                                           | ت ع م+04:00، توقيت أرمينيا | ت ع م+12:00                    |

## منظمات دولية مشتركة
يشترك البلدان في عضوية مجموعة من المنظمات الدولية، منها:
| علم المنظمة | اسم المنظمة                   | تاريخ انضمام أرمينيا | تاريخ انضمام توفالو |
| ----------- | ----------------------------- | -------------------- | ------------------- |
|             | بنك التنمية الآسيوي           | 2005                 | 1993                |
|             | مؤسسة التنمية الدولية         | 25 أغسطس 1993        | 24 يونيو 2010       |
|             | يونسكو                        | 9 يونيو 1992         | 21 أكتوبر 1991      |
|             | الأمم المتحدة                 | 2 مارس 1992          | 5 سبتمبر 2000       |
|             | الاتحاد البريدي العالمي       | ?                    | ?                   |
|             | البنك الدولي للإنشاء والتعمير | 16 سبتمبر 1992       | 24 يونيو 2010       |
|             | الاتحاد الدولي للاتصالات      | 30 يونيو 1992        | 15 أغسطس 1996       |
|             | منظمة حظر الأسلحة الكيميائية  | ?                    | ?                   |

## وصلات خارجية
- موقع وزارة الخارجية الأرمينية